# By the Sea (película de 2015)
By the Sea es una película estadounidense del género dramático escrita y dirigida por Angelina Jolie y protagonizada por ella y Brad Pitt. Su estreno fue el 13 de noviembre de 2015, de la mano de Universal Pictures.

## Argumento
En la década de 1970, una pareja estadounidense - Vanessa, exbailarina, y su marido Roland, un escritor de éxito-, conducen a un hotel en una hermosa bahía tranquila de la Costa Azul. Roland tiene esperanza de escribir una historia mientras están allí.  
Vanessa y Roland parece ser que apenas se hablan. Ella se mantiene apartada y en duelo por una razón desconocida. Él  bebe demasiado y parece muy triste porque su esposa ya no está interesado en él sexualmente.
Roland hace amistad con el dueño del hotel, un hombre que todavía está de luto por la muerte de su esposa, pero que acepta lo que la vida le ha dado. Vanessa ve a un pescador local que sale todos los días con la marea saliente y regresa con la marea entrante. No captura muchos peces, pero todavía es feliz con su vida.
Vanessa y Roland están al lado de la habitación de una pareja joven y atractiva que se han casado hace sólo un año. Se reúnen con la joven pareja, entablan amistad y descubren que la pared de su habitación tiene un orificio de la tubería del radiador en desuso que se conecta con la habitación de la joven pareja, lo que les permite verles conversando y tener relaciones sexuales.
Poco a poco, sus experiencias en el hotel permiten a Vanessa y Roland comenzar a remendar su relación; sin embargo, Vanessa tiene un encuentro con el joven esposo en la habitación contigua, dañando seriamente la relación entre la joven pareja y provocando un enfrentamiento con Roland. Roland afirma que la seducción del esposo fue motivado por su esposa al revelar que la joven estaba embarazada.
Roland es capaz de terminar de escribir un nuevo libro. Parece ser que la joven pareja es capaz de seguir su camino a través del episodio del engaño y salir reforzados en el otro lado. Descubrimos que Vanessa había sufrido dos abortos involuntarios que causaron un dolor duradero y su retiro; sin embargo, ella y Roland parecen estar mucho más reconciliados entre sí ahora.

## Reparto
- Angelina Jolie como Vanessa Bertrand.
- Brad Pitt como Roland Bertrand.
- Mélanie Laurent como Lea.
- Niels Arestrup como Michel.
- Melvil Poupaud como François.
- Richard Bohringer como Patrice.

## Producción
En mayo de 2014, se anunció que Angelina Jolie se había establecido como coestrella junto a Brad Pitt en una nueva película titulada By the Sea, que está escrita y dirigida por Jolie.
The Hollywood Reporter especulaba que sería un drama que Jolie escribió hace varios años y se centra en una pareja y sus cuestiones por tomar unas vacaciones en un último intento por salvar su matrimonio. Esta será su primera colaboración desde la película Sr. y Sra. Smith.
El primer ministro de Malta, Joseph Muscat, confirmó el proyecto de película, declarando que sería parcialmente filmado en Mġarr ix-Xini. Jon Hutman es el diseñador de producción de la película.
El rodaje y la producción comenzó el 19 de agosto de 2014, en Malta, y finalizó el 10 de noviembre de 2014.

## Marketing y promoción
Algunos fotogramas de la película fueron dados a conocer el 15 de septiembre de 2014. El primer tráiler de la película se estrenó el 6 de agosto de 2015.

## Estreno
En mayo de 2015, se anunció el estreno de la película para el 13 de noviembre de 2015.